# 2016年巴特利和斯彭補選
2016年巴特利和斯彭補選（英語：2016 Batley and Spen by-election）是英國國會議員補選，在前任代表巴特利和斯彭選區的工黨籍國會議員乔·考克斯遇刺身亡後於2016年10月20日舉行。由工黨提名的特蕾西·布拉賓在這次選舉中獲得壓倒性勝利，得票率達85.8%；出於對考克斯的尊敬，四個當時在英國國會擁有席次的政黨皆未參與這次補選。其他九位候選人多半來自極右派政黨，反對工黨。最終這些候選人之得票率皆未超越5%門檻，無法取回選舉保證金。
此次補選與威特尼補選於同日舉行，二者分別為第56屆英國國會第五、六場補選。

## 候選人
出於對考克斯的尊敬，保守黨、自由民主黨、英國獨立黨與綠黨決定不參加此次補選。考克斯之鰥夫布蘭登·考克斯（Brendan Cox）亦無打算出馬。
工黨於9月14日開始尋找候選人。9月19日，巴特利的特蕾西·布拉賓與基斯利的簡·湯瑪士（Jane Thomas）入圍初選名單，9月23日舉行選舉，由布拉賓出線。2015年英國大選時，布拉賓曾協助考克斯競選，而考克斯則曾對她表示「妳應該要成為國會議員」。
7月18日，英格蘭民主黨宣布提名該黨副主席、前真理黨領導人特蕾莎·赫斯特（Therese Hirst）為候選人。赫斯特曾於2015年英國大選中代表英格蘭民主黨參選西布拉德福德選區議員，惟以0.2%的得票率敬陪末座。之後她於2016年英格蘭和威爾斯警察及犯罪事務專員選舉中代表黨參選西約克郡警察及犯罪事務專員，以3.9%的得票率再次敬陪末座。此前，她還曾於2005年英国大选中代表真理黨參選南布拉德福德選區議員。
英國國家黨提名大衛·富尼斯（David Furness）為候選人，他曾參與2016年倫敦市長選舉，得票率0.5%。國民陣線提名理查·艾德蒙茲為候選人，他是該黨與英國國家黨的常年候選人，曾於2015年英國大選中參選卡蘇頓和沃靈頓選區議員，以49票敬陪末座。6月18日，自由大不列顛提名傑克·巴克比（Jack Buckby）為候選人，他是前英國國家黨黨員。自由大不列顛註冊了「對恐怖主義說不，對英國說是」的描述，在選票上取代黨名。英格蘭獨立黨（English Independence Party）提名尼爾·韓福瑞（Neil Humphrey）為候選人，他以柯賓·安提（Corbyn Anti）之名義參與選舉，在選票上因而列作「安提·柯賓」（Anti Corbyn，意為「反柯賓」）。
瓦卡斯·阿里·汗（Waqas Ali Khan）以無黨籍身份獨立參選，他曾於2015年英國大選中代表英國獨立黨參選希普利選區議員，在六位候選人中位列第三。蓋瑞·基欽（Garry Kitchin）亦為無黨籍，他曾代表綠黨參與地方選舉，並為此次補選中唯一設籍於選區的候選人。安契特·洛夫（Ankit Love）代表一愛黨參選，主張反空汙。他此前曾參與倫敦市長選舉在內的多場選舉。

## 結果
10月21日，選舉結果於哈德斯菲爾德大教堂之家揭曉，布拉賓獲得壓倒性勝利。此次補選之投票率在第二次世界大戰以來的國會議員補選中數一數二地低。在勝選演講中，她表示：「今晚對我來說是一個苦樂參半的時刻。這次補選本身即是一場悲劇。無論你們是投票給我、投票給其他候選人，抑或未曾投票，我向你們保證，我將為每一個人同樣強大。」她並感謝未參加此次補選政黨的禮讓，宣告「團結與希望」之勝利。其他候選人皆因得票率未超越5%門檻，無法取回選舉保證金。考克斯之鰥夫布蘭登很高興極右派候選人損失了他們的選舉保證金。
| 政党   | 政党            | 候选人          | 票数                 | %    | ±     |
| ------ | --------------- | --------------- | -------------------- | ---- | ----- |
|        | 工党 (英国)     | 特蕾西·布拉賓   | 17,506               | 85.8 | +42.6 |
|        | 英格蘭民主黨    | 特蕾莎·赫斯特   | 969                  | 4.8  | N/A   |
|        | 英國國家黨      | 大衛·富尼斯     | 548                  | 2.7  | N/A   |
|        | 无党籍          | 蓋瑞·基欽       | 517                  | 2.5  | N/A   |
|        | 英格蘭獨立黨    | 柯賓·安提       | 241                  | 1.2  | N/A   |
|        | 自由大不列顛    | 傑克·巴克比     | 220                  | 1.1  | N/A   |
|        | 无党籍          | 亨利·梅休       | 153                  | 0.8  | N/A   |
|        | 无党籍          | 瓦卡斯·阿里·汗  | 118                  | 0.6  | N/A   |
|        | 國民陣線        | 理查·艾德蒙茲   | 87                   | 0.4  | N/A   |
|        | 一愛黨          | 安契特·洛夫     | 34                   | 0.2  | N/A   |
| 多数票 | 多数票          | 多数票          | 16,537               | 81.0 | +69.0 |
| 投票率 | 投票率          | 投票率          | 20,393               | 25.8 | -38.6 |
|        | 工党 (英国)维持 | 工党 (英国)维持 | 与上次选举得票率之差 | N/A  |       |